# AIM-120 AMRAAM
AIM-120 AMRAAM (['æmræm] чит. «Э́мрэм», акроним от англ. Advanced Medium-Range Air-to-Air Missile) — американская всепогодная управляемая ракета класса «воздух—воздух» средней дальности. Ракеты данного класса предназначены для поражения воздушных целей за пределами прямой видимости цели (англ. Beyond Visual Range (BVR)). В ВВС США получила прозвище Slammer (рус. «хлопушка»).
Разрабатывалась фирмой Hughes Aircraft с 1981 года и была принята на вооружение ВВС США в 1991 году. Кроме США, состоит на вооружении ВВС Великобритании, Германии и ряда других стран-членов НАТО. Является основным вооружением истребителей F-15C, F-15E, F-16, F/A-18C/D, F/A-18E/F, F-22.
Производством ракет занимались фирмы Hughes Aircraft и Raytheon. После поглощения фирмы Hughes, единственным производителем ракет является корпорация Raytheon.

## История разработки

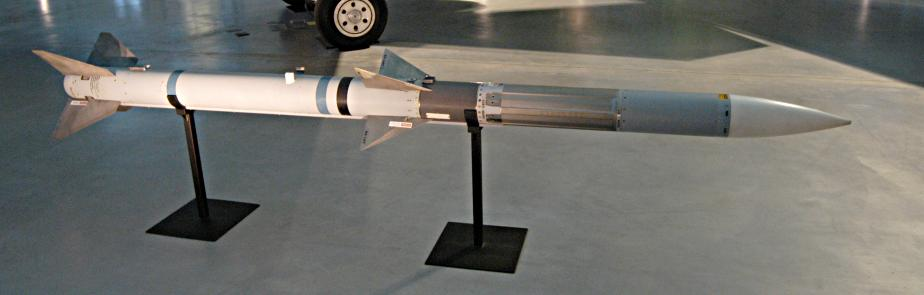
AIM-120

История разработки AMRAAM началась в середине 1970-х годов, когда военные круги США пришли к выводу о необходимости разработки новой ракеты средней дальности с активной радиолокационной ГСН на смену ракетам AIM-7 Sparrow с полуактивной радиолокационной ГСН. Основой этих выводов послужили как исследования, так и практика боевого применения ракет «воздух-воздух». В 1974—1978 годах были проведены совместные программы по исследованию тактики воздушного боя — ACEVAL (англ. Air Combat Evaluation) и выработки требований к ракетам класса «воздух-воздух» — AIMVAL (англ. Air Intercept Missile Evaluation), которые показали, что истребитель в процессе наведения на цель ракет с полуактивным наведением очень уязвим. На авиабазе Nellis были проведены воздушные бои между представляющими «синих» истребителями F-14 и F-15 вооружённых AIM-7 Спарроу и AIM-9 «Сайдвиндер», и представителями «красных» — истребителями F-5E, вооружённых только AIM-9. Воздушные бои показали, что необходимость подсветки бортовой РЛС цели после пуска ракет AIM-7 истребителями «синих» даёт возможность применения «красными» своих ракет и приводит к взаимному уничтожению противников. Одним из выводов стало принятие решения о необходимости разработки ракеты с активной ГСН по типу AIM-54, но более лёгкой — в размерности AIM-7.
С другой стороны, анализ боевых действий показал изменение тактики воздушных боёв и необходимость использования ракет, действующих согласно принципу «выстрелил и забыл», поскольку ракеты с полуактивным наведением имеют малую эффективность и не обеспечивают решающего преимущества в воздушном бою. Так, в ходе Арабо-Израильской войны 1973 года ракетами «Спарроу» израильтянами было сбито только семь самолётов, а ракетами с ИК ГСН — около 200. В воздушных боях между израильскими и сирийскими истребителями над Ливаном в 1982 году ракетами «Спарроу» было сбито только два самолёта, а ещё пятьдесят ракетами с ИК ГСН.
В 1978 году совместно ВВС и ВМС США были сформулированы требования JSOR (англ. Joint Service Operational Requirement) к новым ракетам. Они включали в себя задачу создания ракеты с активной ГСН, ведения боя одновременно с несколькими самолётами противника и совместимости с самолётами как ВВС, так и ВМС. В 1980 году к программе присоединились несколько стран НАТО. Был подписан меморандум о разработке двух программ. Страны НАТО с участием США должны были заняться программой создания ракеты малой дальности ASRAAM (англ. Advanced Short Range Air to Air Missile). США, при участии стран НАТО, занимались программой создания ракеты средней дальности AMRAAM (англ. Advanced Medium-Range Air-to-Air Missile).
В декабре 1976 года к разработке концепции новой ракеты приступили самостоятельно 1) General Dynamics, 2) Hughes, 3) Raytheon и ещё две группы компаний: 4) Ford Aerospace—Marconi Space and Defence Systems—EMI, 5) Northrop—Motorola. К концу 1978 года из перечисленных пяти участников, предстояло отобрать двух финалистов, которым независимо друг от друга поручалась дальнейшая проработка проектов в течение 33 месяцев, в течение которых от них требовалось сконструировать и отстрелять по 24 опытных прототипа ракет, на основе результатов контрольных стрельб в сентябре 1981 года и предстояло определить победителя конкурса. В дальнейшем, ход работ на несколько месяцев отставал от календарного плана.
В феврале 1979 года по окончании концептуальной фазы проработки среди пяти соискателей для продолжения работ были отобраны две фирмы — Hughes Aircraft Co. и Raytheon Co., которые занялись проработкой технического облика ракет и созданием лётных тестовых прототипов. В декабре 1981 года фирмами Hughes и Raytheon были продемонстрированы прототипы. Фирма Hughes предложила ракету нормальной аэродинамической схемы по внешнему виду напоминающую ракету Спарроу. Фирмой Raytheon была предложена более революционная компоновка — с уменьшенными аэродинамическими поверхностями и несущим корпусом. Фирма Hughes Aircraft была объявлена победителем конкурса и с ней был заключён 50-месячный контракт стоимостью 421 миллион долларов на дальнейшую разработку ракеты. Разработка новой ракеты шла под индексом YAIM-120A.
Первоначальными планами предусматривалось развёртывание ракет в 1987 году, а габариты и стоимость новой ракеты меньше, чем у ракет Спарроу. В 1982 году вторым производителем ракет была выбрана фирма Raytheon, с долей 40 % в общем количестве производимых ракет. Планировалось произвести около 24 000 ракет, а стоимость программы оценивалась в 10 миллиардов долларов. Однако реализация данных планов столкнулась с трудностями. Если выдержать требование по габаритам удалось, то со сроками и стоимостью разработки возникли проблемы. По состоянию на 1984 год задержка в сроках разработки составила уже два года, а стоимость ракеты на 120 % превысила первоначально запланированную — расчётная цена ракеты возросла с 182 тысяч долларов до 438.
Программа разработки столкнулась и с политическим трудностями. В связи с неудачами и задержками при разработке компонентов ракет ASRAAM из программы её разработки вышла Германия, а затем и другие страны. США решили продолжать развитие ракет семейства Сайдвиндер. В конечном счёте программа была продолжена Великобританией практически самостоятельно. Изменение планов по созданию ракет малой дальности привела и к пересмотру планов по участию европейских стран в разработке AMRAAM. Германия и Великобритания решили заняться разработкой ракеты MBDA Meteor, а Франция — самостоятельной разработкой ракеты MICA.
В феврале 1984 года состоялся первый испытательный пуск AIM-120A с борта истребителя F-16. Но запуск полноценной ракеты с перехватом реальной цели состоялся только через три года в сентябре 1987 года. Первые поставки установочной партии ракет были осуществлены ВВС в октябре 1988 года. В сентябре 1991 года было объявлено о достижении ракетами оперативной готовности. О достижении оперативной готовности ракетами, поставленными ВМФ, было объявлено в сентябре 1993 года.

## Конструкция

Ракета AIM-120 выполнена по нормальной аэродинамической схеме с «Х» образным расположением консолей крыла и рулей. Корпус ракеты разбит на три отсека: головной, боевой части и хвостовой. Корпус покрывается специальной окраской серого цвета, выдерживающей значительный кинетический нагрев.
В головном отсеке расположен блок системы управления и наведения WGU (англ. Weapons Guidance Unit), под коническим обтекателем находится антенна радиолокатора, непрерывно сканирующая область воздушного пространства острой конической формы, за ней расположены последовательно аккумуляторная батарея и передатчик, бортовой микрокомпьютер системы управления полётом (блок управления), инерциальный блок, активная радиолокационная ГСН, предохранительно-исполнительный механизм с неконтактным датчиком цели TDD (англ. Target Detection Device). На AIM-120A используется блок наведения модификации WGU-16/B.
Все устройства, кроме датчика цели, содержатся внутри конструкции, состоящей из обтекателя, титановой оболочки и кормового алюминиевого шпангоута. Датчик цели, инерциальный блок, блок управления и ГСН присоединяются к кормовому шпангоуту единым модулем. Инерциальный блок упирается своим поддоном в передний срез боевой части. Радиопрозрачный обтекатель имеет длину 530 мм, диаметр у основания — 178 мм и изготавливается из керамики, армированной стекловолокном. Активная радиолокационная головка самонаведения работает в едином частотном X диапазоне с бортовой РЛС носителя (длина волны 3 см). В ГСН применён генератор зондирующего сигнала с использованием лампы бегущей волны с выходной мощностью 500 Вт. Дальность захвата цели с ЭПР = 3 м² составляет около 16—18 км.
За ГСН расположен блок управления, включающий в себя автопилот с высокопроизводительной микро-ЭВМ на базе процессора с тактовой частотой 30 МГц и имеющая память ёмкостью 56 000 16-разрядных слов. ЭВМ является общей для командной и радиолокационной систем — с помощью неё происходит управление сервоприводами антенны ГСН, обработка сигналов радиолокационной аппаратуры, обеспечиваются все функции управления и командной связи. Использование ЭВМ позволило осуществлять расчёт параметров взаимного движения цели и ракеты и производить расчёт оптимальной траектории наведения и вывод ракеты на цель под ракурсом, необходимым для получения наибольшего поражающего эффекта боевой части. Модификация AIM-120A не перепрограммируемая и для смены программного обеспечения требует смены аппаратуры. Более поздние модификации получили программное обеспечение на перепрограммируемом постоянном запоминающем устройстве (англ. Electronic Erasable Programmable Read Only Memory), что позволило перепрограммировать ракету перед вылетом.
В задней части блока управления находится бескарданная инерциальная платформа, в которой применены миниатюрные скоростные гироскопы. Вес платформы составляет менее 1,4 кг.
Отсек боевой части (англ. Weapons Detonation Unit) интегрирован в корпус ракеты. AIM-120A оснащается осколочной боевой частью (с готовыми осколками) направленного действия WDU-33/B массой 23 кг, состоящей собственно из боевой части, предохранительного исполнительного механизма FZU-49/B и контактного взрывателя Mk 44 Mod 1. В передней части отсека находится разъём для соединения с головной частью.
Двигательный отсек WPU-6/B (англ. Weapons Propulsion Unit) состоит из корпуса ракеты, твердотопливного ракетного двигателя (РДТТ), соплового блока и устройств для подвеса под самолёт AFD (англ. Arm/Fire Device). Двухрежимный РДТТ разработки фирм Hercules/Aerojet оснащён малодымным полибутадиеновым топливом весом 45 кг. Корпус РДТТ совмещён с корпусом ракеты. Зацело с двигателем изготавливается огневая труба, вокруг которой располагается отсек управления. Сопловой блок выполнен съёмным, для обеспечения съёма/установки отсека управления. На корпусе двигательного отсека расположены разъёмы для установки съёмных консолей крыла.

## Носители

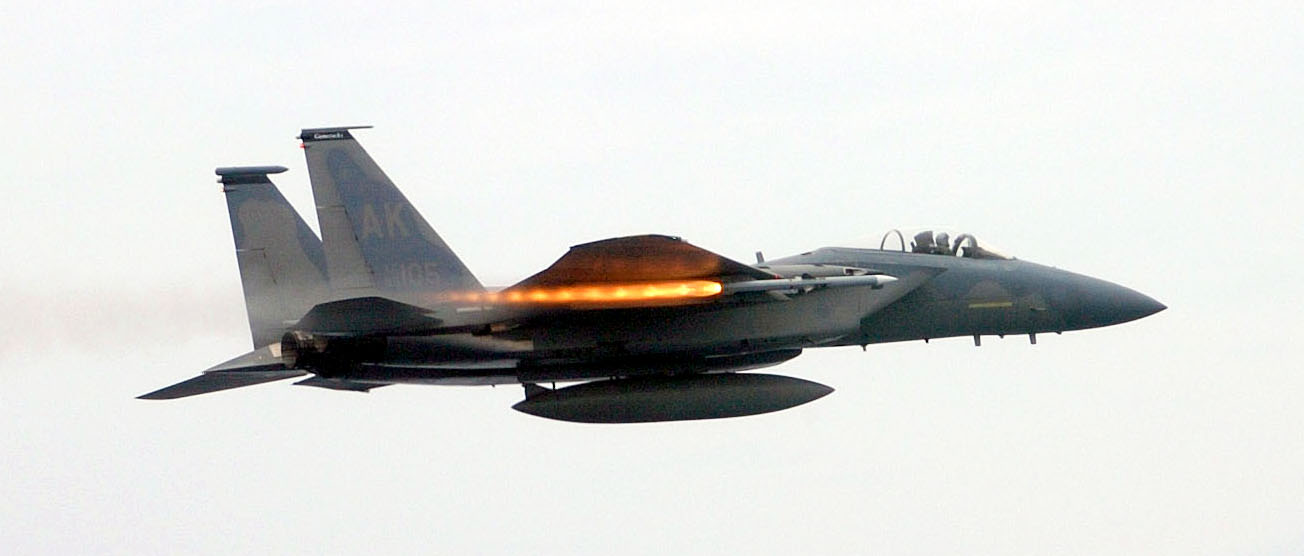
Пуск AIM-120 с истребителя F-15

Ракеты AMRAAM являются основным оружием класса «воздух-воздух» всех типов современных истребителей американских вооружённых сил — «Harrier-II», F-15, F-16, F/A-18, F-22. Ею будет оснащён и перспективный истребитель F-35. Ракеты семейства AIM-120 также находятся на вооружении истребителей стран НАТО и других союзников США — F-4F, «Tornado», «Harrier», JAS-39 «Grippen», «Eurofighter Typhoon». Ими вооружались и уже снятые с вооружения истребители F-14D и JAS-37 «Viggen».
Пуск ракет может осуществляться с рельсовых пусковых устройств LAU-127A (истребители F/A-18C/D), LAU-128A (F-15) и LAU-129A (F-16). С этих же направляющих возможен пуск ракет AIM-9 Sidewinder.

## Тактика применения
В общем случае траектория полёта ракеты может состоять из трёх участков: командно-инерциального, автономного инерциального и активного радиолокационного. Схема наведения принципиально сходна для пусков с любого вида носителей. На истребителе F/A-18 обнаружение цели осуществляется бортовой РЛС AN/APG-65. Она способна выделять и одновременно сопровождать до десяти наиболее важных целей. На бортовом индикаторе отражается восемь из них. Лётчик производит выбор цели и осуществляет пуск ракеты. Режим активного самонаведения используется в ближнем воздушном бою при визуальной видимости цели.
В случае пуска за пределы визуальной видимости цели, бортовой аппаратурой носителя осуществляется расчёт траектории цели и вычисление точки встречи ракеты с целью. Перед пуском инерциально-навигационной системе ракеты с борта носителя передаются координаты цели. После пуска ракеты в бортовой аппаратуре самолёта-носителя фиксируются данные траектории цели. Если цель не маневрирует, то передача с носителя команд коррекции не происходит. Наведение AIM-120 на начальном участке осуществляется только с помощью собственной ИНС, а затем начинает работать активная ГСН. Как уже отмечалось, обнаружение цели с ЭПР = 3м² происходит на дальностях порядка 16-18 км.
В случае, если цель маневрирует, бортовой аппаратурой производится расчёт траектории цели и на ракету передаются скорректированные координаты цели. Передача корректирующих команд осуществляется через боковые лепестки диаграммы направленности антенны РЛС самолёта-носителя с периодичностью её сканирования. Эти команды принимаются ракетой с помощью бортового приёмника линии связи. С помощью бортовой аппаратуры носителя возможно наведение одновременно до восьми ракет, запущенных по различным целям. Бортовая аппаратура отслеживает для каждой ракеты время, оставшееся до захвата цели активной ГСН. Это позволяет своевременно отключать передачу команд коррекции. С ракеты на носитель может поступать телеметрическая информация о режимах работы систем ракеты, включая сигнал о захвате цели головкой самонаведения.
В случае постановки целью помех, аппаратура ракеты на среднем и конечном участках может переключаться в режим наведения на источник помех. Выбор соответствующего режима наведения осуществляется исходя из концепции «пустил и забыл», согласно которой лётчик должен как можно раньше выйти из-под возможной атаки противника, переведя ракету в режим инерциально-активного наведения.

## Модификации

### AIM-120A
Базовая модификация ракеты. Поставки этой модификации начались в 1988 году, а в сентябре 1991 года ракеты достигли оперативной готовности (англ. Initial Operational Capability-IOC).

### AIM-120B
AIM-120B, первые поставки которой начались в 1994 году, получила новый блок наведения (англ. guidance section) WGU-41/B. Он имел перепрограммируемые модули EPROM, новый цифровой процессор и ряд других новых элементов. Ракета получила возможность перепрограммирования непосредственно в транспортном контейнере. Учебные модификации получили обозначение CATM-120B (англ. captive-carry missiles) и JAIM-120B (англ. test and evaluation missiles).

### AIM-120C
В результате выполнения первого этапа программы комплексной модернизации (англ. P3I Phase 1 - Pre-Planned Product Improvement, Phase 1) была создана модификация AIM-120С. Основным отличием от предыдущих модификаций стало уменьшение размаха крыла и оперения до 447 мм. Это было сделано для обеспечения возможности размещения ракет AIM-120 на внутренней подвеске истребителя F-22 Raptor. Было снижено аэродинамическое сопротивление, но несколько ухудшились манёвренные характеристики. Ракета получила усовершенствованную систему инерциального наведения WGU-44/B. По аналогии с AIM-120A/B учебные варианты ракет получили обозначения CATM-120C и JAIM-120C.

### AIM-120C-4
Первой модификацией созданной в рамках второго этапа модернизации P3I Phase 2 стала AIM-120C-4. Размещение её в войсках начато в 1999 году. Ракета получила новую боевую часть WDU-41/B меньшей массы (18 кг вместо 23,5 кг на ранних модификациях).

### AIM-120C-5
Следующей модификацией по второму этапу стала AIM-120C-5. Она представляет собой AIM-120C-4 с более короткой модифицированной секцией управления WCU-28/B с электроникой меньших габаритов. Также были применены более компактные приводы рулевых поверхностей. Это позволило увеличить длину топливного заряда на 127 мм и повысить дальность до 105 км. Новая двигательная секция получила обозначение WPU-16/B. Также на ракетах было применено новое программное обеспечение, повышающее разрешение РЛ ГСН и была повышена помехозащищённость. Модификация AIM-120C-5 была предназначена на экспорт, её поставки начались в июле 2000 года.

### AIM-120C-6
Для внутреннего производства выпускалась модификация AIM-120C-6, являющаяся аналогом AIM-120C-5. Отличием являлось применение радиовзрывателя новой конструкции (англ. TDD -Target Detection Device).

### AIM-120C-7
Результатом третьего этапа модернизации (P3I Phase 3) стала ракета AIM-120C-7. Разработки начались в 1998 году и проводились с целью увеличения помехозащищённости и обнаружением источника помех, усовершенствованой ГСН. Применение более компактной электроники позволило уменьшить длину приборного отсека, использовав высвободившийся объём для увеличения топливного заряда. Это позволило ещё больше увеличить дальность стрельбы. Заказчиком ракеты были также ВМФ США, рассматривающие её как замену снятых в 2004 году с вооружения ракет большой дальности AIM-54 Phoenix. Лётные испытания с пусками по реальным целям проводились в августе-сентябре 2003 года. Разработка была закончена в 2004 году, а поставки начаты в 2006 году. В 2011 году Австралией были заказаны 110 ракет по цене 202 млн долл.

### AIM-120D
В рамках четвёртого этапа модернизации (P3I Phase 4) создаётся ракета AIM-120D (ранее имевшая обозначение AIM-120C-8). Ракета оснащается двухсторонней системой связи и усовершенствованной ИНС с коррекцией GPS. Это совместный проект ВВС и ВМФ США. Ракета должна иметь на 50 % большую дальность, чем AIM-120C-7 — до 180 км. Первый запуск с борта F-22A был осуществлён в апреле 2006 года. Принятие на вооружение состоялось в 2008 году. Первый контракт на 120D был подписан ещё в далёком 2006 году, первый крупный — 2010. Уже на начало 2016 их было почти 1500. Закупки для флота и ВВС происходят каждый год, как минимум по 200 ракет суммарно. Учебная версия ракеты (англ. inert captive-carry training version) будет иметь обозначение CATM-120D.

### NCADE
NCADE (Network Centric Airborne Defense Element) — программа разработки противоракеты воздушного базирования с использованием компонентов ракеты AMRAAM. Предназначена для перехвата баллистических ракет малой и средней дальности на активном и восходящем участке траектории как в пределах атмосферы, так и вне её за счёт прямого кинетического попадания (технология «hit to kill»). Ракета будет двухступенчатой и иметь габариты AMRAAM (длина 3,66 метра и диаметр 178 миллиметров). Первая ступень ракеты представляет собой двигательный блок ракеты AMRAAM. Вместо головной части ракеты AMRAAM установлена специально разрабатываемая вторая ступень. Вторая ступень создаётся фирмой Aerojet и состоит из РДТТ, блока управления, тепловизионной ГСН от ракеты AIM-9X Sidewinder и сбрасываемого головного обтекателя. Двигатель имеет время работы 25 секунд и способен создать тягу 550 ньютонов. Комбинированная двигательная установка имеет четыре хвостовых сопла и четыре сопла поперечного управления, что позволяет создавать тягу как в продольном, так и поперечном направлениях.
Планируется, что за счёт двигателя первой ступени ракета будет запущена вверх под достаточно крутым углом в расчётную точку. После отделения второй ступени будет осуществлён сброс головного обтекателя, захват цели ГСН и кинетический перехват стартующей баллистической ракеты. Использование двигателя поперечного управления позволит осуществлять перехват в разреженных слоях атмосферы и обеспечить прямое попадание боевой ступени в цель.
Так как новая ракета использует систему управления и пусковые установки ракет AMRAAM, она будет совместима со всеми её носителями использовать существующие средства хранения и транспортировки. Относительно малая масса ракеты позволит применять её с борта беспилотных летательных аппаратов. За счёт использования в конструкции большого количества уже созданных компонентов и отработанных технологий, ожидаются снижение технических рисков и финансовых трат.
Ракета разрабатывалась в инициативном порядке фирмой Рейтеон. 3 декабря 2007 года с борта F-16 был осуществлён тестовый запуск двух модифицированных ракет AIM-9X Sidewinder. Испытания должны были показать способность модифицированной ГСН отслеживать и сопровождать баллистическую цель. Был осуществлён успешный перехват баллистической цели, хотя в задачи теста он не входил. В 2008 году фирма Рейтеон заключила двухлетний контракт стоимостью 10 миллионов долларов на дальнейшую разработку ракеты. Несмотря на существенные сокращения военных расходов на 2010 финансовый год, на программу NCADE запрошено 3,5 миллиона долларов. По заявлениям фирмы Рейтеон четырёхлетняя программа разработки, производства и развёртывание первой партии из 20 ракет обойдутся американскому налогоплательщику в 400 миллионов долларов.

### ЗРК на базе AMRAAM

#### NASAMS
Ракета AIM-120 используется в норвежско-американском зенитно-ракетном комплексе NASAMS (англ. Norwegian Advanced Surface-to-Air Missile System). Его разработка осуществлялась совместно Raytheon и норвежской Norsk Forsvarteknologia (сейчас Kongsberg Defence) с 1989 по 1993 годы. В батарее комплекса используется машина управления, РЛС и три пусковые установки с шестью направляющими. Общая стоимость разработки и развёртывания к 1999 году шести батарей оценивалась в 250 миллионов долларов.
Комплекс разрабатывался для использования ракет AIM-120A, поэтому иногда для его ракет можно встретить обозначение MIM-120A, хотя официально такого обозначения не существует. Поставки комплекса ВВС Норвегии начались в 1994 году, а в 1995 году первый комплекс заступил на боевое дежурство. Сообщалось о поставках одного комплекса в США и четырёх в Испанию в 2003 году.
В августе 2005 года фирма Kongsberg заключила с Норвежскими ВВС контракт на разработку модифицированного комплекса — NASAMS II, поступившего в войска в июле 2007 года. Комплекс получил новую систему тактической связи, интегрированную с системой связи НАТО. В декабре 2006 года армия Дании заключила контракт на поставку шести батарей ЗРК NASAMS II с началом поставок в 2009 году.

#### CLAWS
В 1995 году Армия США рассматривала возможность использования ракет AMRAAM с модифицированных стационарных пусковых установок ЗРК Hawk и мобильных пусковых установок с шасси HMMWV (Project 559 — программа HUMRAAM — «Hummer-AMRAAM»). Разработки по программе HUMRAAM легли в основу комплекса CLAWS (Complimentary Low-Altitude Weapon System) заказанного Корпусом морской пехоты США. В апреле 2001 года фирма Raytheon заключила контракт на разработку комплекса. Несмотря на проведение в 2003—2005 годах успешных испытаний ЗРК стрельбой по различным целям, в августе 2006 года программа была остановлена заказчиком в связи с необходимостью экономии средств.

#### Surface-Launched AMRAAM / AMRAAM-ER
Армия США планирует создать ЗРК средней дальности под названием SL-AMRAAM (Surface-Launched AMRAAM). Как и комплекс CLAWS, является развитием программы HUMRAAM и использует самоходную пусковую установку на базе вездехода HMMWV. Этим ЗРК планируется заменить часть комплексов Эвенджер с ракетой FIM-92 Stinger. Первые поставки комплекса планируются в 2012 году.
В июне 2007 года фирма Рейтеон анонсировала две программы по усовершенствованию комплекса SL-AMRAAM. Планируется создать универсальную пусковую установку для ракет AMRAAM и ракет AIM-9X Sidewinder с дальностью 10 км. Ракеты запускаются с одной и той же рельсовой направляющей. На выставке в Ле-Бурже в 2007 году демонстрировалась пусковая установка с шестью направляющими и установленными на ней четырьмя ракетами AIM-120 и двумя ракетами AIM-9X.
Также для замены комплекса ЗРК Hawk планируется разработать в рамках программы SL-AMRAAM-ER ракету большой дальности. Ракета должна иметь дальность 40 км. Макет новой ракеты также был показан на авиасалоне Ле-Бурже в 2007 году. По заявлению Дж. Гарретта, вице-президента фирмы Рейтеон, новая ракета создаётся на базе ракеты ESSM с использованием её двигательного блока и боевой части, а ГСН и система управления взяты от ракеты AMRAAM. Первые испытания новой ракеты SL-AMRAAM-ER были проведены в Норвегии в 2008 году.

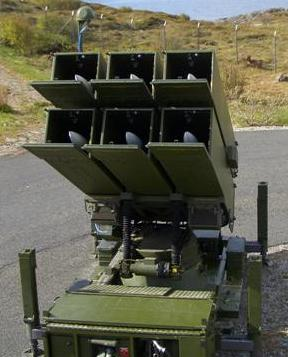
AIM-120 AMRAAM в ЗРК NASAMS
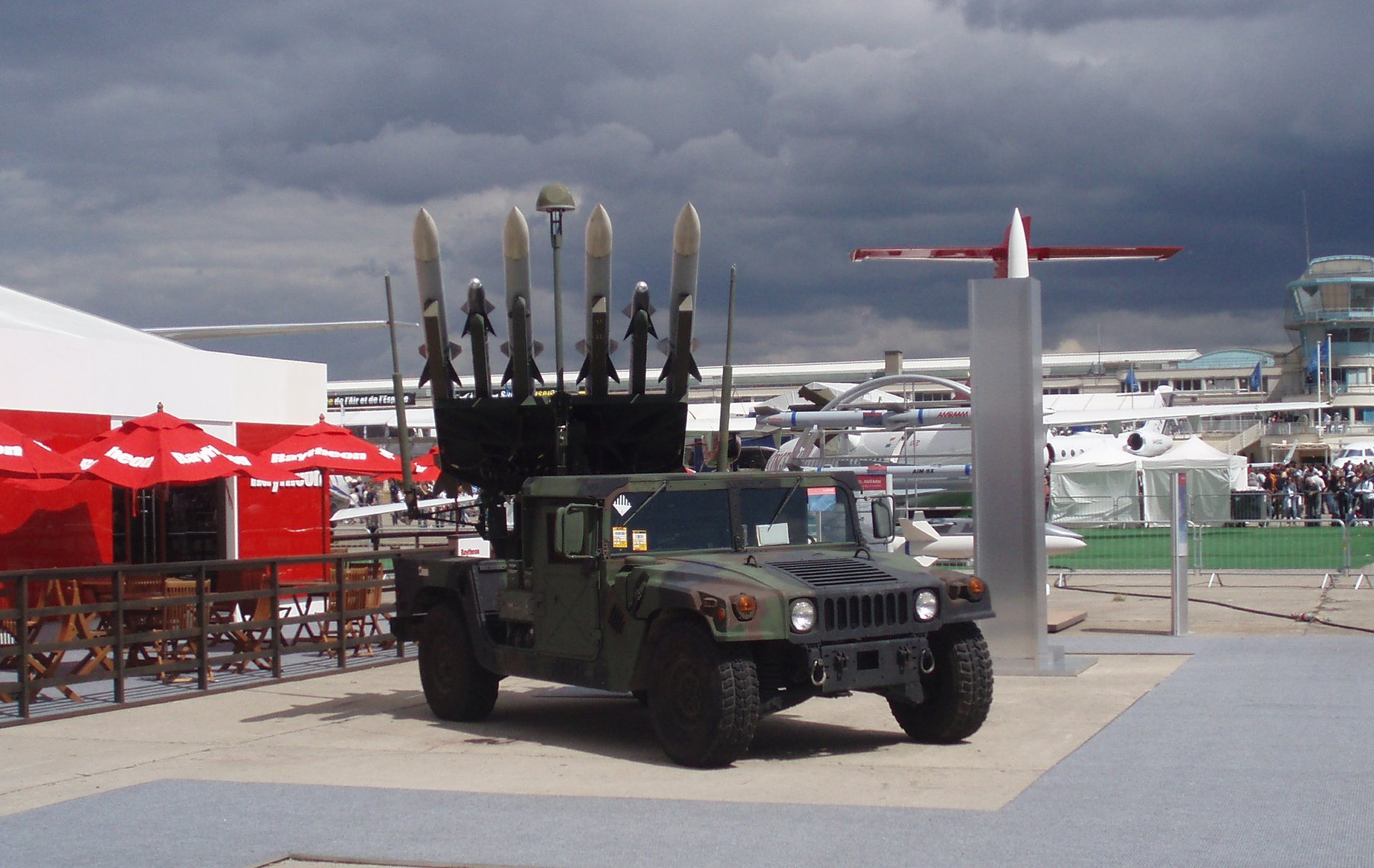
Пусковая установка SL-AMRAAM в Ле-Бурже 2007 с ракетами AIM-120 и AIM-9X.
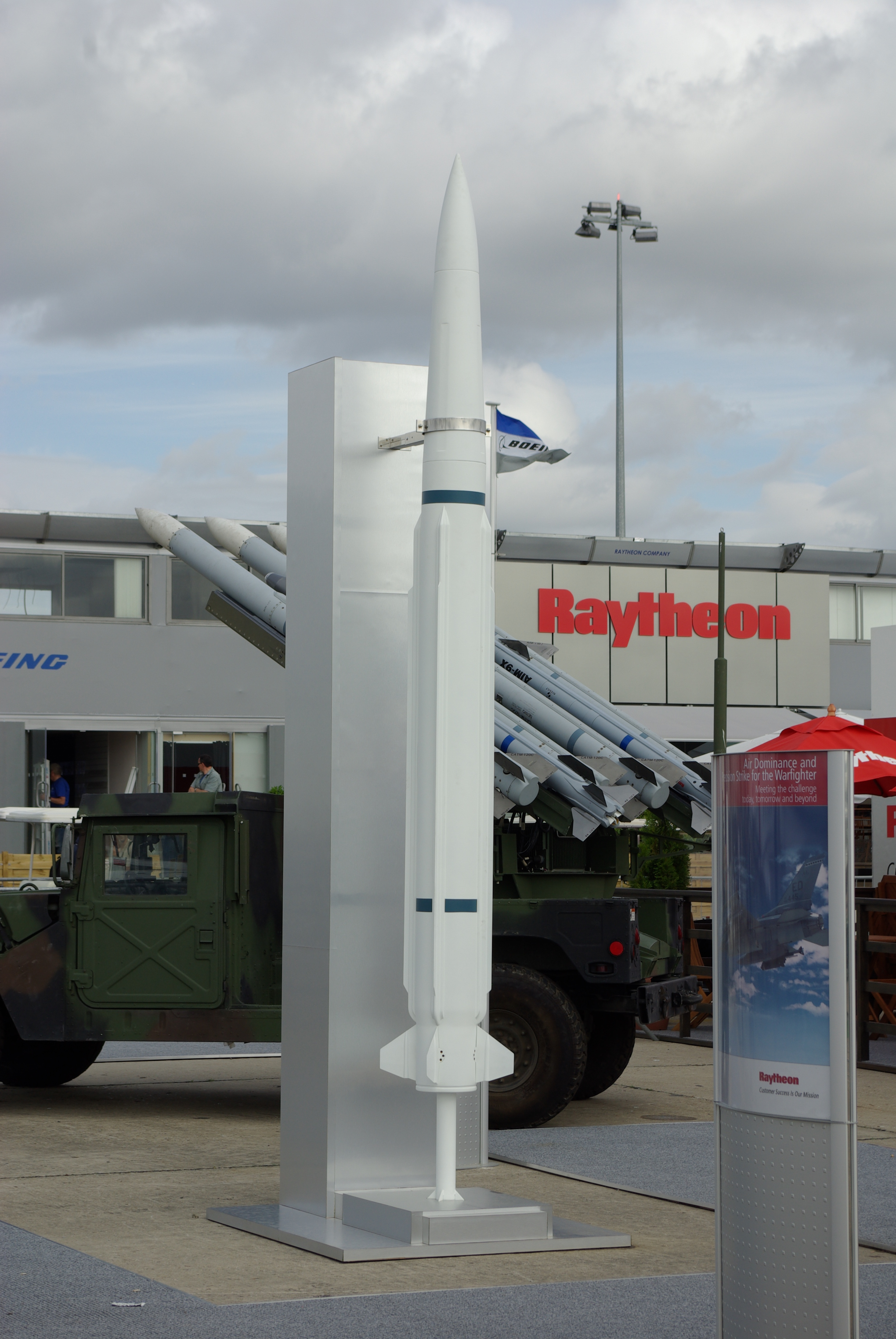
Макет ракеты SL-AMRAAM-ER на Ле-Бурже 2007.

## Тактико-технические характеристики
| Модификация                             | AIM-120A                   | AIM-120B                   | AIM-120C                   | AIM-120C-4                 | AIM-120C-5                 | AIM-120C-6                 | AIM-120C-7                 | AIM-120D                                  |
|                                         |                            |                            | P3I Phase 1                | P3I Phase 2                | P3I Phase 2                | P3I Phase 2                | P3I Phase 3                | P3I Phase 4                               |
| --------------------------------------- | -------------------------- | -------------------------- | -------------------------- | -------------------------- | -------------------------- | -------------------------- | -------------------------- | ----------------------------------------- |
| Год начала поставок                     | 1991                       | 1994                       | 1996                       | 1999                       | 2000                       | 2000                       | 2004                       | 2007                                      |
| Максимальная дальность пуска, км        | 10-20                      | 10-20                      | 10-20                      | 10-20                      | 30                         | 30                         | 120                        | 180                                       |
| Минимальная дальность пуска             | 2 км                       | ?                          | ?                          | ?                          | ?                          | ?                          | ?                          | ?                                         |
| Длина ракеты                            | 3,66 м (12 футов)          | 3,66 м (12 футов)          | 3,66 м (12 футов)          | 3,66 м (12 футов)          | 3,66 м (12 футов)          | 3,66 м (12 футов)          | 3,66 м (12 футов)          | 3,66 м (12 футов)                         |
| Диаметр корпуса ракеты                  | 178 мм (7 дюймов)          | 178 мм (7 дюймов)          | 178 мм (7 дюймов)          | 178 мм (7 дюймов)          | 178 мм (7 дюймов)          | 178 мм (7 дюймов)          | 178 мм (7 дюймов)          | 178 мм (7 дюймов)                         |
| Размах крыла                            | 533мм (21 дюйм)            | 533мм (21 дюйм)            | 447мм (17,6 дюйма)         | 447мм (17,6 дюйма)         | 447мм (17,6 дюйма)         | 447мм (17,6 дюйма)         | 445мм (17,5 дюйма)         |                                           |
| Размах рулей                            | 635мм (25 дюймов)          | 635мм (25 дюймов)          | 447мм (17,6 дюйма)         | 447мм (17,6 дюйма)         | 447мм (17,6 дюйма)         | 447мм (17,6 дюйма)         | 447мм (17,6 дюйма)         |                                           |
| Стартовый вес, кг                       | 157                        |                            |                            |                            |                            |                            | 161,5                      |                                           |
| Максимальная скорость полёта            | 4М                         | 4М                         | 4М                         | 4М                         | 4М                         | 4М                         | 4М                         | 4М                                        |
| БЧ                                      | ОФ 23 кг (50 фунтов)       | ОФ 23 кг (50 фунтов)       | ОФ 23 кг (50 фунтов)       | ОФ 18 кг (40 фунтов)       | ОФ 18 кг (40 фунтов)       | ОФ 18 кг (40 фунтов)       | ОФ 20,5кг (45 фунтов)      |                                           |
| Система наведения                       | ИНС + радиоканал + АРЛ ГСН | ИНС + радиоканал + АРЛ ГСН | ИНС + радиоканал + АРЛ ГСН | ИНС + радиоканал + АРЛ ГСН | ИНС + радиоканал + АРЛ ГСН | ИНС + радиоканал + АРЛ ГСН | ИНС + радиоканал + АРЛ ГСН | ИНС + GPS + двухсторонний канал + АРЛ ГСН |
| Отсек БЧ (Weapons Detonation Unit)      | WDU-33/B                   | WDU-33/B                   | WDU-33/B                   | WDU-41/B                   | WDU-41/B                   | WDU-41/B                   | ??                         |                                           |
| Навигационный отсек (Guidance Unit)     | WGU-16/B                   | WGU-41/B                   | WGU-44/B                   |                            |                            |                            | ??                         | ??                                        |
| Двигательный отсек (Propulsion Section) | WPU-6/B                    | WPU-6/B                    | WPU-6/B                    | WPU-6/B                    | WPU-16/B                   | WPU-16/B                   | ??                         | ??                                        |
| Блок управления (Control Section)       | WCU-11/B                   |                            |                            |                            | WCU-28/B                   |                            | ??                         | ??                                        |

## Производство
Программа закупок США
| Финансовый год (контракт) | количество, штук | количество, штук | сумма, млн. $ | сумма, млн. $ | комментарий |
| Финансовый год (контракт) | ВВС              | ВМС              | ВВС           | ВМС           | комментарий |
| ------------------------- | ---------------- | ---------------- | ------------- | ------------- | --- |
| 1987 (Lot 1)              | 180              | 0                | 593           | 0             | |
| 1988 (Lot 2)              | 400              | 0                | 712           | 0             | |
| 1989 (Lot 3)              | 874              | 26               | 795           | 35            | |
| 1990 (Lot 4)              | 815              | 85               | 686           | 102           | |
| 1991 (Lot 5)              | 510              | 300              | 535,3         | 286,4         | |
| 1992 (Lot 6)              | 630              | 191              | 532,4         | 205,4         | |
| 1993 (Lot 7)              | 1000             | 165              | 606           | 102           | |
| 1994 (Lot 8)              | 1007             | 75               | 487           | 58            | план |
| 1995 (Lot 9)              | 413              | 106              | 310           | 84            | план |
| 1996 (Lot 10)             | ?                | ?                |               |               | согласно Component Breakout of the Advanced Medium Range Air-To-Air Missiles по 1996 финансовый год включительно МО США получило 7342 ракеты, затратив 6,6 миллиарда долларов (стоимость разработки и производства). |
| 1997 (Lot 11)             | 133              | 100              | 110,6         | 50,3          | Цена одной ракеты согласно Lot 11 — 340 тысяч долларов. |
| 1998 (Lot 12)             | 173              | 120              | 101,9         | 54,1          | Lot 12 включает в себя производство 813 ракет (из них 520 на экспорт) на сумму 243 миллиона долларов (цена одной ракеты 299 тысяч долларов).                                                                         |
| 1999 (Lot 13)             | 180              | 100              | 89,7          | 50,5          | |
| 2000 (Lot 14)             | 187              | 100              | 89,7          | 46,1          | план |
| 2001 (Lot 15)             | 170              | 63               | 95,7          | 37,6          | |
| 2002 (Lot 16)             | 190              | 55               | 100,2         | 36,5          | |
| 2003 (Lot 17)             | 158              | 76               | 84,9          | 50,5          | |
| 2004 (Lot 18)             | 159              | 42               | 98,4          | 36,9          | |
| 2005 (Lot 19)             | 159              | 37               | 106,9         | 28,9          | |
| 2006 (Lot 20)             | 84               | 48               | 103,1         | 73,8          | |
| 2007 (Lot 21)             | 87               | 128              | 115,4         | 88,3          | план |
| 2008 (Lot 22)             | 133              | 52               | 190,8         | 86            | |
| 2009 (Lot 23)             | 133              | 57               | 203,8         | 93            | план |
| 2010 (Lot 24)             | 196              | 79               | 291,8         | 145,5         | план |

По состоянию на 31 декабря 2009 года планируется производство 17 840 ракет, а общая стоимость программы (разработки и производства) оценивается в 21 283,3 млн $.

## Эксплуатация и боевое применение
Среднее время наработки на отказ для ракет AIM-120 составляет 1500 часов.
Зафиксированы следующие случаи боевого применения ракет AIM-120:
- 27 декабря 1992 года. Ирак. AIM-120A, запущенной с F-16, сбит иракский МиГ-25[28].
- 17 января 1993. Ирак. AIM-120A, запущенной с F-16, сбит иракский МиГ-23[28].
- 28 февраля 1994 года, воздушный бой над Баня-Лукой. AIM-120A, запущенной с F-16, сбит G-4 Super Galeb боснийских сербов[28].
- 6 января 1999 года. Ирак. F-15C выпустили 3 ракеты AIM-120 по иракским МиГ-25, ни одна AIM-120 в цель не попала[30].
- 24 марта 1999. Косово. AIM-120B, запущенной с голландского (RNeAF) F-16, сбит сербский МиГ-29[31]
- 24 марта 1999 года. Косово. AIM-120C, запущенной с американского F-15, сбит МиГ-29[31]
- 24 марта 1999 года. Косово. AIM-120C, запущенной с американского F-15, сбит МиГ-29[31]
- 26 марта 1999 года. Косово. AIM-120C, запущенной с американского F-15, сбит МиГ-29[31]
- 26 марта 1999 года. Косово. AIM-120C, запущенной с американского F-15, сбит МиГ-29[31]
- 4 мая 1999 года. Косово. AIM-120A, запущенной с американского F-16, сбит МиГ-29[31]
- 24 ноября 2015 года. Сирия. AIM-120C-5, запущенной с турецкого F-16, сбит Су-24 ВВС России
- 18 июня 2017 года. Сирия. AIM-120C-7, запущенной с американского F/A-18, сбит сирийский Су-22[32]
- 1 марта 2020 года. Сирия. AIM-120C-7, запущенными с турецких F-16, заявляется сбитие двух Су-24 ВВС Сирии[33][неавторитетный источник], по другим данным был сбит лишь один Су-24, а второй выдержал попадание и с незначительными повреждениями успешно приземлился на аэродроме[34]
- 3 марта 2020 года. Турция. AIM-120C-7, запущенной с турецкого F-16, сбит L-39 ВВС Сирии[35]
- 7 июня 2025 года. Россия. AIM-120 (неизвестной модификации) , запущенной с украинского F-16, сбит Су-35 ВКС России[36] , сбитие произошло с помощью шведской ДРЛОиУ Saab 340 AEW&C

В Северном Ираке 14 апреля 1994 года ракетой AMRAAM, запущенной с американского F-15C 53-й истребительной эскадрильи (англ. 53-rd Fighter Squadron), по ошибке был сбит один из двух американских вертолётов UH-60 «Блэк Хок» (см. Инцидент с вертолётами Блэк Хоук в Ираке).

## Эксплуатанты
Согласно официальной информации компании-производителя Rayteon, ракеты AMRAAM находятся на вооружении 33 стран мира. Поставки ракет осуществляются только союзникам США и, в основном, предназначены для вооружения самолётов американской разработки — F-4, F-15 и F-16.
На выставке IDEX-2009 (22 февраля, Абу-Даби) Объединённые Арабские Эмираты подписали договор о поставке 220 ракет AIM-120C-7.
 Австралия
- Военно-воздушные силы Австралии

 Бельгия
- Военно-воздушные силы Бельгии
  - F-16 Fighting Falcon

 Бахрейн
- Военно-воздушные силы Бахрейна
  - F-16 Fighting Falcon

 Канада
- Военно-воздушные силы Канады
  - CF-188

 Чили
- Военно-воздушные силы Чили
  - F-16 Fighting Falcon
  - SL-AMRAAM (заказ)

 Чехия
- Военно-воздушные силы Чехии[40]
  - JAS 39 Gripen

 Дания
- Королевские военно-воздушные силы Дании
  - F-16 Fighting Falcon

 Финляндия
- Военно-воздушные силы Финляндии
  - F/A-18 Hornet
  - NASAMS 2 (заказ)

 Германия
- Военно-воздушные силы Германии
  - F-4 Phantom II
  - Eurofighter Typhoon

 Греция
- Военно-воздушные силы Греции
  - F-4 Phantom II
  - F-16 Fighting Falcon

 Венгрия
- Военно-воздушные силы Венгрии
  - JAS 39 Gripen

 Израиль
- Военно-воздушные силы Израиля
  - F-15C Eagle
  - F-15I Strike Eagle (Ra’Am)
  - F-16I Fighting Falcon (Sufa)

 Италия
- Военно-воздушные силы Италии
  - Eurofighter Typhoon
  - F-16 Fighting Falcon
- Военно-морские силы Италии
  - AV-8 Harrier II

 Япония
- Воздушные силы самообороны Японии
  - F-15 Eagle

 Иордания
- Военно-воздушные силы Иордании[41]
  - F-16 Fighting Falcon

 Республика Корея
- Военно-воздушные силы Южной Кореи
  - F-15K Strike Eagle
  - F-16 Fighting Falcon

 Кувейт
- Военно-воздушные силы Кувейта[41]
  - F/A-18C/D Hornet

 Малайзия
- Военно-воздушные силы Малайзии (120-C5)

 Марокко
- Военно-воздушные силы Марокко[41]
  - F-16 Fighting Falcon

 Нидерланды
- Военно-воздушные силы Нидерландов
  - F-16 Fighting Falcon
  - NASAMS[42]

 Норвегия
- Военно-воздушные силы Норвегии
  - F-16 Fighting Falcon
  - NASAMS

 Оман
- Военно-воздушные силы Омана

 Пакистан
- Военно-воздушные силы Пакистана
  - F-16 Fighting Falcon

 Польша
- Военно-воздушные силы Польши
  - F-16 Fighting Falcon

 Португалия
- Военно-воздушные силы Португалии
  - F-16 Fighting Falcon

 Китайская Республика
- Военно-воздушные силы Тайваня
  - F-16 Fighting Falcon

 Сингапур
- Военно-воздушные силы Сингапура
  - F-15SG Strike Eagle
  - F-16 Fighting Falcon

 Швейцария
- Военно-воздушные силы Швейцарии

 Саудовская Аравия
- Военно-воздушные силы Саудовской Аравии
  - F-15 Eagle
  - F-15S Strike Eagle

 Испания
- Военно-воздушные силы Испании
  - F/A-18 Hornet
  - Eurofighter Typhoon
- Сухопутные войска Испании
  - NASAMS
- Военно-морские силы Испании
  - AV-8 Harrier II

 Швеция
- Военно-воздушные силы Швеции
  - JAS 39 Gripen

 Таиланд
- Военно-воздушные силы Таиланда
  - JAS 39 Gripen
  - F-16 Block 15 ADF/MLU Fighting Falcon

 Турция
- Военно-воздушные силы Турции
  - F-4 Phantom II
  - F-16 Fighting Falcon

 ОАЭ
- Военно-воздушные силы ОАЭ
  - F-16E/F Block 60

 Украина
- Воздушные силы Украины
  - F-16 Fighting Falcon[43]
  - NASAMS[44][45]

 Великобритания
- Военно-воздушные силы Великобритании
  - Panavia Tornado ADV
  - Eurofighter Typhoon
- Royal Navy
  - Sea Harrier FA Mk.2 (в резерве)

 США
- United States Air Force
  - F-15 Eagle
  - F-16 Fighting Falcon
  - F-22 Raptor
- United States Navy
  - F/A-18A+/C Hornet
  - F/A-18E/F Super Hornet
  - EA-18G Growler
- United States Marine Corps
  - F/A-18C/D Hornet
  - AV-8 Harrier II
- 5000 AIM-120A/B/C[46]

## Оценка проекта
Ракета AMRAAM пришла на смену ракетам AIM-7 и AIM-54. По сравнению с ракетой AIM-7 оснащённой полуактивной ГСН, ракета AIM-120 с активной радиолокационной ГСН является ракетой, действующей согласно принципу «выстрелил и забыл», и позволяет осуществлять одним истребителем стрельбу ракетами одновременно по нескольким целям. По сравнению с ракетой AIM-54, AMRAAM является гораздо более лёгкой ракетой, что позволило вооружить ею не только тяжёлые истребители типа F-14, но и более лёгкие самолёты. Меньший вес по сравнению с предшественниками позволил увеличить количество носимых истребителями ракет и оснастить AIM-120 все американские истребители.
Специалисты по-разному оценивают возможности ракет AMRAAM. Некоторые специалисты отмечают, что воздушный бой на малых дистанциях не утратил своей значимости. Существуют сложности обнаружения противника, использующего самолёты построенные с использованием технологий малозаметности и применяющих специальную тактику сближения. По результатам проведённого американскими специалистами анализа, на момент 2001 года 50 процентов воздушных боёв начинающихся с больших и средний дистанций заканчиваются ближними манёвренными боями. Под вопросом находится и эффективность применения ракет в условиях радиоэлектронного противодействия. Необходимость использования бортовой РЛС демаскирует истребитель и более предпочтительным является использование ракет с ИК ГСН, использующие пассивные методы наведения. Вместе с тем исследования проведённые специалистами СССР показали, что отсутствие ракет, подобных AIM-120 AMRAAM, приводит к 5-7-кратному проигрышу по эффективности авиационного комплекса. К тому же, доктрина США предполагает доминирование в воздухе и широкое использование самолётов дальнего радиолокационного обнаружения и управления (ДРЛОиУ) АВАКС. В этих условиях обнаружение противника происходит на дальних дистанциях, а истребитель может не демаскировать себя включением РЛС, получая целеуказание от самолёта ДРЛОиУ.
Ракета AMRAAM первой в классе ракет «воздух-воздух» средней дальности была оснащена активной радиолокационной ГСН. На сегодняшний момент ракеты средней дальности со сходными тактико-техническими характеристиками, оснащённые активной радиолокационной ГСН и использующие на начальном этапе инерциальное наведение с радиокорекцией созданы в ряде стран. В 1994 году на вооружение ВВС России принята ракета Р-77. В Китае на основе Р-77 разработана ракета PL-12. Несколько особняком в этом ряду стоит французская ракета MICA. При несколько меньшей дальности, она имеет гораздо меньшую массу и является ракетой сочетающей в себе характеристики ракет средней и малой дальности. К тому же эта ракета может оснащаться ИК ГСН, что обеспечивает более гибкое её применение. На данный момент многими странами уделяется много сил созданию ракет большой дальности (более 100 км). Странами Евросоюза разрабатывается ракета Метеор, отличительной особенностью которой является использование прямоточного воздушно-реактивного двигателя.
В целом ракеты AMRAAM показали себя достаточно надёжным и эффективным оружием. Ракета может применяться по широкой номенклатуре целей включая беспилотные летательные аппараты и крылатые ракеты, что подтверждено большим количеством испытаний.
| Ракета      | Изображение | Год  | Дальность, км | Скорость, число М | Длина, м | Диаметр, м | Размах крыла, м | Размах рулей, м | Масса, кг | Масса БЧ, кг | Тип БЧ     | Тип двигателя | Тип наведения  |
| ----------- | ----------- | ---- | ------------- | ----------------- | -------- | ---------- | --------------- | --------------- | --------- | ------------ | ---------- | ------------- | -------------- |
| AIM-7F      |             | 1975 | 70            | 4М                | 3,66     | 0,203      | 1,02            | 0,81            | 231       | 39           | ОФ         | РДТТ          | ПАР ГСН        |
| AIM-54C     |             | 1986 | 184           | 5М                | 4,01     | 0,38       | 0,925           | 0,925           | 462       | 60           | ОФ         | РДТТ          | ИНС+РК+АРЛ ГСН |
| AIM-120A    |             | 1991 | 50-70         | 4М                | 3,66     | 0,178      | 0,533           | 0,635           | 157       | 23           | ОФ         | РДТТ          | ИНС+РК+АРЛ ГСН |
| AIM-120C-7  |             | 2006 | 120           | 4М                | 3,66     | 0,178      | 0,445           | 0,447           | 161,5     | 20,5         | ОФ         | РДТТ          | ИНС+РК+АРЛ ГСН |
| MICA-IR     |             | 1998 | 50            | 4М                | 3,1      | 0,16       |                 | 0,56            | 110       | 12           | ОФ         | РДТТ          | ИНС+РК+ТП ГСН  |
| MICA-EM     |             | 1999 | 50            | 4М                | 3,1      | 0,16       |                 | 0,56            | 110       | 12           | ОФ         | РДТТ          | ИНС+РК+АРЛ ГСН |
| Р-77        |             | 1994 | 100           | 4М                | 3,5      | 0,2        | 0,4             | 0,7             | 175       | 22           | стержневая | РДТТ          | ИНС+РК+АРЛ ГСН |
| PL-12       |             | 2007 | 100           | 4М                | 3,93     | 0,2        | 0,67            | 0,752           | 199       |              | ОФ         | РДТТ          | ИНС+РК+АРЛ ГСН |
| MBDA Meteor |             | 2013 | >100          | 4М                | 3,65     | 0,178      |                 |                 | 185       |              | ОФ         | ПВРД          | ИНС+РК+АРЛ ГСН |

Примечание по таблице — AIM-54C может применяться только с F-14.

## Использованная литература и источники
1. 1 2 3 4 5 6 7 8 9 10 11 12 13 14 15 16 17 18 19 20 21 22 23 24 25 26 27  Andreas Parsch. Raytheon (Hughes) AIM-120 AMRAAM (англ.). www.designation-systems.ne. Дата обращения: 30 апреля 2010. Архивировано 30 января 2012 года.
2. 1 2  AIM-120C AMRAAM. Дата обращения: 1 марта 2012. Архивировано 6 февраля 2012 года.
3. ↑  US agrees to sell AIM-120C-7 AMRAAM weapon systems to Japan Архивная копия от 23 ноября 2018 на Wayback Machine Air Force Technology. 21.11.18
4. ↑  Advanced Medium Range Air-to-Air Missile (AMRAAM). Curren plans and alternatives. — The cogress of the Uited States. Congressional Budjet Office, 1986. — P. 7. — 44 p. Архивировано 10 апреля 2010 года. Архивированная копия. Дата обращения: 5 апреля 2010. Архивировано 10 апреля 2010 года.
5. ↑  Barry D. Watts. Doctrine, Technology, and War.  Part 3. Technology and War (англ.). Air & Space Doctrinal Symposium Maxwell AFB, Montgomery, Alabama 30 April-1 May 1996. Дата обращения: 12 апреля 2010. Архивировано 30 января 2012 года.
6. 1 2 3 4  Advanced Medium Range Air-to-Air Missile (AMRAAM). Curren plans and alternatives. — The cogress of the Uited States. Congressional Budjet Office, 1986. — P. 8. — 44 p. Архивировано 10 апреля 2010 года. Архивированная копия. Дата обращения: 5 апреля 2010. Архивировано 10 апреля 2010 года.
7. 1 2 3 4  Carlo Kopp. Quo Vadis - AMRAAM? (англ.). Дата обращения: 12 апреля 2010. Архивировано 30 января 2012 года.
8. ↑  Wallop Pyrotechnics Архивная копия от 15 февраля 2017 на Wayback Machine. // Flight International, 10 June 1978, v. 113, no. 3612, p. 1801.
9. 1 2 3 4 5 6 7 8 9 10 11 12 13  AIM-120 AMRAAM Slammer (англ.). www.globalsecurity.org. Дата обращения: 11 апреля 2010. Архивировано 7 октября 2006 года.
10. ↑  Advanced Medium Range Air-to-Air Missile (AMRAAM). Curren plans and alternatives. — The cogress of the Uited States. Congressional Budjet Office, 1986. — P. 9. — 44 p. Архивировано 10 апреля 2010 года. Архивированная копия. Дата обращения: 5 апреля 2010. Архивировано 10 апреля 2010 года.
11. 1 2 3  State-of-art missile coming. // Popular Mechanics. — October 1985. — Vol. 162 — No. 10 — P. 83 — ISSN 00324558.
12. 1 2 3 4 5 6 7 8 9 10 11 12 13  "AMRAAM" AIM-120. ИС Ракетная техника. Дата обращения: 15 апреля 2010. Архивировано 30 января 2012 года.
13. ↑  AIM-120 AMRAAM. Сайт «Уголок Неба». Дата обращения: 30 января 2022. Архивировано 12 января 2012 года.
14. 1 2 3 4 5 6 7 8 9 10  Владимир Ильин. ЗАРУБЕЖНЫЕ РАКЕТЫ «ВОЗДУХ-ВОЗДУХ». Дата обращения: 30 апреля 2010. Архивировано 30 января 2012 года.
15. ↑  Raytheon NCADE (англ.) (7 июня 2009). — информация о ракете на сайте фирмы-производителя. Дата обращения: 30 апреля 2010. Архивировано 7 августа 2009 года.
16. ↑  NCADE: An ABM AMRAAM - Or Something More? (англ.) (20 ноября 2008). Дата обращения: 11 апреля 2010. Архивировано 30 января 2012 года.
17. ↑  Raytheon NCADE Network Centric Airborne Defense Element (англ.) (недоступная ссылка — история). — Буклет фирмы Raytheon. Дата обращения: 30 апреля 2010.
18. 1 2  Raytheon Successfully Tests New Air-Launched Missile Defense System (англ.) (4 декабря 2007). — Пресс релиз фирмы Raytheon. Дата обращения: 11 апреля 2010. Архивировано 30 января 2012 года.
19. ↑  Raytheon Network Centric Airborne Defense Element (англ.) (7 июня 2009). — Информация о программе NCADE на сайте фирмы Raytheon. Дата обращения: 11 апреля 2010. Архивировано 7 августа 2009 года.
20. 1 2  Stephen Trimble. Raytheon's NCADE survives FY10 budget cuts (англ.). Flightglobal.com (4 июня 2009). Дата обращения: 11 апреля 2010. Архивировано 30 января 2012 года.
21. ↑  Зенитно-ракетный комплекс NASAMS. ИС Ракетная техника.. Дата обращения: 25 апреля 2010. Архивировано 30 января 2012 года.
22. 1 2 3 4 5  Surface-Launched AMRAAM (SL-AMRAAM / CLAWS) Medium-Range Air Defence System, USA (англ.). Дата обращения: 30 апреля 2010. Архивировано 30 января 2012 года.
23. 1 2  Зенитный ракетный комплекс средней дальности SLAMRAAM. Информационная система "Ракетная техника". Дата обращения: 30 апреля 2010. Архивировано 30 января 2012 года.
24. ↑  ГосНИИ АС. ЭКСПРЕСС-ИНФОРМАЦИЯ. США. Расширение возможностей ЗУР SL-AMRAAM. — Перевод статьи Jane’s Defence Weekly, 27/VI 2007, p. 10. Дата обращения: 30 апреля 2010. Архивировано из оригинала 18 июля 2014 года.
25. ↑  Raytheon goes for grand slam (англ.). www.flightglobal.com. — 20/06/07 Flight Daily News. Дата обращения: 30 апреля 2010. Архивировано 30 января 2012 года.
26. ↑  Kris Osborn. Raytheon Tests Extended SL-AMRAAM (англ.) (недоступная ссылка — история) (19 июня 2008). Дата обращения: 5 мая 2010.
27. ↑  SAR Program Acquisition Cost Summary As of Date: December 31, 2009 (англ.). Дата обращения: 5 мая 2010. Архивировано 30 января 2012 года.
28. 1 2 3 4  AMRAAM's Performance and Reliability is Combat-Proven! (англ.). Дата обращения: 1 мая 2010. Архивировано 30 января 2012 года.
29. ↑  AMRAAM (англ.). — Информация с сайта фирмы Hughes Missile Systems Company. Дата обращения: 1 мая 2010. Архивировано 30 января 2012 года.
30. ↑  Priest, Dana. U.S. Fires Missiles at Iraqi Jets in 'No-Fly' Zone (англ.). The Washington Post (6 января 1999). Архивировано 31 августа 2020 года.
31. 1 2 3 4 5 6  Carlo Kopp. The Russian Philosophy of Beyond Visual Range Air Combat (англ.) (25 апреля 2008). Дата обращения: 1 мая 2010. Архивировано 30 января 2012 года.
32. ↑  'A Different Feeling': Navy Pilots Describe Shooting Down SU-22. Дата обращения: 1 мая 2018. Архивировано 28 июля 2018 года.
33. ↑  Пишет Диана МихайловаДиана Михайлова diana_mihailova. Над Идлибом турецкими истребителями F-16 сбиты два боевых самолета ВВС Сирии Су-24М. diana-mihailova.livejournal.com. Дата обращения: 12 мая 2022. Архивировано 4 августа 2021 года.
34. ↑  Сирийская революция. 2020. Skywar. Дата обращения: 7 января 2023. Архивировано 25 сентября 2020 года.
35. ↑  Р. И. А. Новости. Турция заявила о сбитом в Идлибе сирийском военном самолете. РИА Новости (3 марта 2020). Дата обращения: 12 мая 2022. Архивировано 12 мая 2022 года.
36. ↑  Ukraine’s F-16 Reportedly Destroys Russian Su-35 in First Air Battle, Backed by Swedish AWACS (англ.). UNITED24 Media (9 июня 2025). Дата обращения: 3 августа 2025.
37. ↑  MICHAEL R. GORDON. U.S. Jets over Iraq attack own helicopters in error; all 26 on board are killed (англ.) (15 апреля 1994). — Статья в New York Times. Дата обращения: 1 мая 2010. Архивировано 30 января 2012 года.
38. ↑  Advanced Medium-Range Air-to-Air Missile (AMRAAM) (англ.). — Данные о ракете AMRAAM на сайте фирмы Rayteon. Дата обращения: 25 апреля 2009. Архивировано 30 января 2012 года.
39. ↑  ОАЭ стали первым региональным покупателем ракет AIM-120C-7 Архивная копия от 25 февраля 2009 на Wayback Machine, lenta.ru, 23.02.2009
40. ↑  Czech Air force has bought 24 AMRAAMs (англ.). Дата обращения: 1 мая 2010. Архивировано 30 января 2012 года.
41. 1 2 3  Three Arab Nations Purchase Raytheon AMRAAM (англ.). — Пресс релиз фирмы Raytheon. Дата обращения: 26 апреля 2010. Архивировано 30 января 2012 года.
42. ↑  Air defence contract with the Netherlands (англ.). — Архив новостей фирмы Kongsberg. Дата обращения: 1 мая 2010. Архивировано 30 января 2012 года.
43. ↑  David Axe. Ukraine’s F-16s Have Scored Their First Aerial Kills (англ.). Forbes (27 августа 2024). Дата обращения: 5 ноября 2024. Архивировано 23 ноября 2024 года.
44. ↑  U.S. announces $820 million in Ukraine military aid, including missile systems. PBS NewsHour (июль 2022). Дата обращения: 10 сентября 2022. Архивировано 11 сентября 2022 года.
45. ↑  Ukraine claims gains near Kherson as UK sends anti-aircraft missiles. The Guardian (13 октября 2022). Дата обращения: 12 октября 2022. Архивировано 12 октября 2022 года.
46. ↑  The Military Balance 2010 с.40
47. ↑  Ст. лейтенант К. Егоров. Перспективы развития зарубежных управляемых ракет класса «воздух - воздух». «Зарубежное военное обозрение», №8 2001 г.. Дата обращения: 1 мая 2010. Архивировано 7 сентября 2011 года.
48. ↑  Полковник В. КИРИЛЛОВ. Современный воздушный бой. — По материалам журнала "Зарубежное военное обозрение". Дата обращения: 30 апреля 2010. Архивировано 9 января 2012 года.
49. ↑  Очерк истории создания отечественного управляемого оружия класса "Воздух-воздух". — По данным книги "Авиация ПВО России и научно-технический прогресс. Боевые комплексы и системы вчера, сегодня, завтра". Под редакцией академика Е.А. Федосова. Издательство Дрофа, 2004 г. Дата обращения: 30 апреля 2010. Архивировано 30 января 2012 года.
50. ↑  Полковник А. Краснов. Завоевание превосходства в воздухе. — По материалам журнала "Зарубежное военное обозрение". Дата обращения: 30 апреля 2010. Архивировано 8 января 2012 года.